# 멜버른 유나이티드
멜버른 유나이티드(영어: Melbourne United)는 빅토리아주 멜버른을 연고지로 하는 NBL 소속 프로 농구 팀이다. 홈경기장은 멜버른 아레나이다.

## 참조
1. ↑  시즌의 뒷 해로 표기. 2006-2007 시즌의 경우 2007로 표기.